# Katecholamin

Pyrokatechol

Katecholaminy jsou skupinou důležitých látek organizmu. Z chemického hlediska je katecholamin sloučeninou obsahující pyrokatechol (benzen s dvěma sousedními hydroxylovými skupinami) a postranní řetězec s aminovou skupinou. Patří k nim např. adrenalin (epinefrin), noradrenalin (norepinefrin) či dopamin. Mají velký význam jako neurotransmitery v nervovém systému (vegetativním, ale i v mozku), jako hormony tvořené dření nadledvin a jako léky v akutní medicíně.
Katecholaminy vznikají z tyrosinu, který se vyskytuje v bílkovinách nebo se syntetizuje z fenylalaninu hydroxylací. Katecholaminy jsou ve vodě rozpustné a z 50 % jsou navázané na plazmatické proteiny.

Dopamin
Norepinefrin (noradrenalin)
Epinefrin (adrenalin)

Buňky uvolňující katecholaminy zpracovávají tyrosin na L-DOPA a na dopamin několika cestami. Dopamin může být dále využit pro syntézu norepinefrinu (noradrenalinu) nebo epinefrinu (adrenalinu).